# Lyon megye (Minnesota)
Lyon megye az Amerikai Egyesült Államokban, azon belül Minnesota államban található. Megyeszékhelye és legnagyobb városa Marshall. Lakosainak száma 25 269 fő (2020. április 1.).

## Szomszédos megyék
- Yellow Medicine megye
- Murray megye
- Redwood megye
- Pipestone megye
- Lincoln megye

## Népesség
A megye népességének változása:
| Lakosok száma | 25 850 | 25 796 | 25 614 | 25 487 | 25 673 | 25 269 |
|               | 2010   | 2011   | 2012   | 2013   | 2015   | 2020   |